# Exoglossum laurae
Exoglossum laurae és una espècie de peix cipriniforme de la família dels ciprínids.

## Morfologia
- Els mascles poden assolir 16 cm de longitud total.[2][3]

## Hàbitat
És un peix d'aigua dolça i de clima temperat.

## Distribució geogràfica
Es troba a Nord-amèrica.